# Emmanuelle Nicot
Pour les articles homonymes, voir Nicot.
Emmanuelle Nicot est une réalisatrice et scénariste française, née le 18 novembre 1985 à Sedan (Ardennes). Elle est également directrice de casting, spécialisée en casting sauvage.

## Biographie
Emmanuelle Nicot naît le 18 novembre 1985 à Sedan, dans les Ardennes. Elle fait ses études à l'Institut des arts de diffusion de Louvain-la-Neuve, en Belgique.
En 2012, après cette école, elle présente son premier court métrage Rae pour lequel elle obtient 15 prix.
En 2016, elle réalise À l'arraché , court métrage réalisé après une immersion dans un centre d'accueil pour adolescentes, et le présente dans plus de 60 festivals, remportant 17 prix,.
Le 19 juillet 2021, elle tourne son premier long métrage Dalva (2023) à Charleville-Mézières, à Reims et à Sedan (Ardennes, région Grand Est),,. Ce film, racontant l'histoire de la reconstruction d'une très jeune fille de 12 ans, victime d'inceste, est sélectionné au festival de Cannes, où elle obtient les prix FIPRESCI de la Semaine de la critique et du Rail d'or ,.

## Filmographie
Long métrage
- 2022 : Dalva

Courts métrages
- 2012 : Rae[3]
- 2016 : À l'arraché

## Récompenses et distinctions

### Récompenses
- Brussels Short Film Festival 2016 : grand prix national pour À l'arraché[3]
- Festival de Namur 2016 : prix d’interprétation[3]
- Festival de Cannes 2022 : sélection officielle pour Dalva[11],[12].
  - Prix FIPRESCI de la Semaine de la critique
  - Prix du Rail d'or
- Prix André Cavens 2023 pour Dalva
- Magritte 2024 :
  - Meilleur film pour Dalva
  - Meilleur premier film
  - Meilleure réalisation[13]
  - Meilleur scénario original ou adaptation

### Nominations
- Magritte 2017 : meilleur court métrage de fiction pour À l'arraché[14]